# Aptesis ochrostoma
Aptesis ochrostoma är en stekelart som först beskrevs av Thomson 1897.  Aptesis ochrostoma ingår i släktet Aptesis och familjen brokparasitsteklar. Arten är reproducerande i Sverige. Inga underarter finns listade.